# Альфонсо Арагонский (герцог Вильяэрмоса)
Альфонсо (Алонсо) Арагонский (1417, Ольмедо — 1485, Линарес) — испанский аристократ, 27-й великий магистр Ордена Калатравы (1443—1445), 1-й граф Рибагорса (1469—1485), 1-й герцог Вильяэрмоса (1476—1485). Родоначальник герцогов Вильяэрмоса.

## Биография
Незаконнорождённый сын инфанта Хуана (1398—1479), короля Наварры (1425—1479) и Арагона (1458—1479), от его любовницы Элеоноры де Эскобар. Сводный брат принца Карла Вианского и короля Арагона Фердинанда Католика.
18 августа 1443 года Альфонсо был избран магистром Ордена Калатравы (1443—1445). 19 сентября 1445 года отказался от должности магистра в пользу Педро Хирона де Асуны и Пачеко.
27 ноября 1469 года он получил от своего отца Хуана Арагонского титул графа Рибагорса, который ранее носил инфант Фердинанд.
В 1476 году Альфонсо де Арагон был назначен своим отцом Хуаном, королём Арагона, 1-м герцогом де Вильяэрмоса (1476—1485).
В 1485 году Альфонсо де Арагон и Эскобар скончался в Линаресе. После его смерти титул герцога де Вильяэрмоса унаследовал его законный сын Альфонсо, а титул графа де Рибагорса получил внебрачный сын Хуан.

## Семья и дети
В 1477 году он женился на Анне Сотомайор-и-Португаль, дочери Хуана де Сотомайора и Изабеллы Португальской. Супруги имели трех детей:
- Фернандо де Арагон и Сотомайор (1478—1481)
- Альфонсо де Арагон и Сотомайор (1479—1513), 2-й герцог де Вильяэрмоса (1485—1513)
- Мария де Арагон (1485—1513), жена Роберта II де Сан-Северино (1485—1509), принца Салернского (1499—1513)

От внебрачной связи с Марией Lunques имел двух незаконнорождённых детей:
- Хуан II де Рибагорса (1457—1528), 2-й граф Рибагорса (1477—1512), вице-король Неаполя (1507—1509), 1-й герцог де Луна (1512—1528),
- Элеонора де Арагон, муж — Хайме де Мила, 1-й граф Альбайда.